# Protosialis ranchograndis
Protosialis ranchograndis là một loài côn trùng trong họ Sialidae thuộc bộ Megaloptera. Loài này được Contreras-Ramos miêu tả năm 2006.